# Otter Creek (hrabstwo Eau Claire)
Otter Creek – miasto w Stanach Zjednoczonych, w stanie Wisconsin, w hrabstwie Eau Claire.